# 贝尔科代讷
贝尔科代讷（法語：Belcodène，法語發音：[bɛlkɔdɛn]）是法国普罗旺斯-阿尔卑斯-蓝色海岸大区罗讷河口省的一个市镇，属于马赛区。

## 地理
贝尔科代讷（43°25'35"N, 5°35'21"E）面积12.97 平方千米，位于法国普罗旺斯-阿尔卑斯-蓝色海岸大区罗讷河口省，该省份为法国东南部沿海省份，北起沃克吕兹省，西接加尔省，南濒地中海，东临瓦尔省。
与贝尔科代讷接壤的市镇（或旧市镇、城区）包括：拉布亚迪斯、菲沃、格雷阿斯克、佩尼耶、佩潘。
贝尔科代讷的时区为UTC+01:00、UTC+02:00（夏令时）。

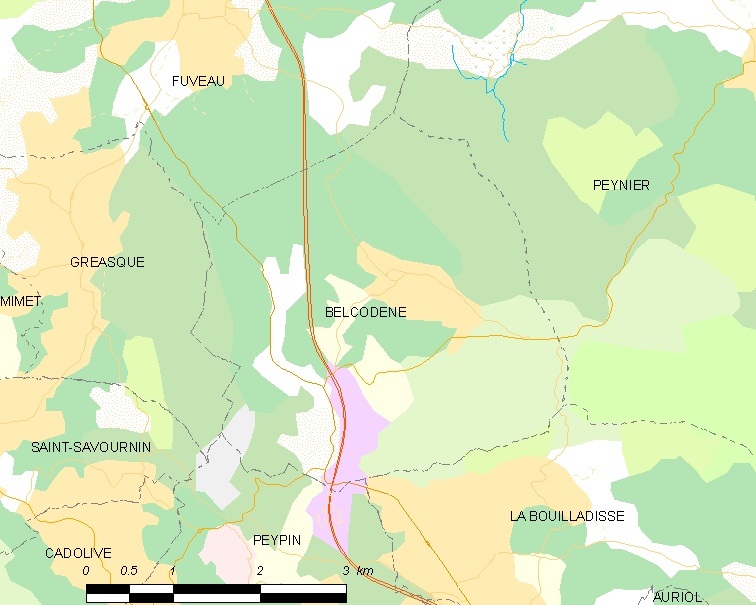
贝尔科代讷的OSM定位图

## 行政
贝尔科代讷的邮政编码为13720，INSEE市镇编码为13013。

## 政治
贝尔科代讷所属的省级选区为阿洛县。

## 人口

1962-2008年间贝尔科代讷人口变化图示

贝尔科代讷于2022年1月1日时的人口数量为1978人。